# Crispin Duenas
Crispin Duenas, född 5 januari 1986, är en kanadensisk bågskytt. Han deltog vid olympiska sommarspelen 2008, olympiska sommarspelen 2012, olympiska sommarspelen 2016 och olympiska sommarspelen 2020.